# Boulaq
Pour les articles homonymes, voir Beaulac.
Boulaq (en arabe : بولاق ; aussi orthographié Bulaq, Bulak and Beaulac) est un district du Caire, proche du centre-ville entre Azbakeya et le Nil. Le nom de Boulaq vient du grec « φυλακη » ou du mot copte pour marais.
Un pont, le pont d’Aboul-Ela reliait autrefois le quartier populaire de Boulaq qui était le port principal de la capitale et le quartier résidentiel de Zamalek. Il doit son nom au sultan Aboul-Ela qui fit construire une mosquée dans le quartier même. On l’appelait également pont de Boulaq, et après la Révolution il a pris aussi le nom de « 26 juillet ».
Parmi les mosquées du Caire, celles de Boulaq sont :
- la mosquée du sultan Aboul-Ela
- la mosquée d’el-Kâdi Yehia Zein el-Din

## Histoire

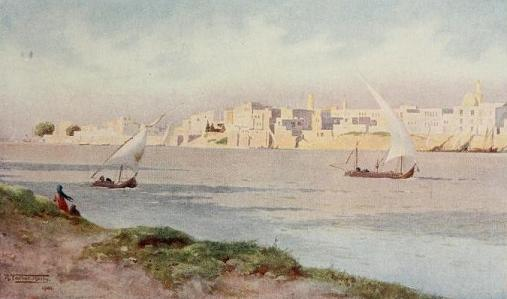
Boulaq vu depuis l'île de Gezira (1902)

Après la conquête de Chypre par Barsbay en 1428, Boulaq est devenu le principal port du Caire sur le Nil. À la fin du XVe siècle, Boulaq a même réussi à reprendre le rôle que tenait le port commercial important de Masr el-Qadima. Au cours de la dernière moitié du XVe siècle, deux transformations importantes ont eu lieu au Caire : le port de Boulaq et un quartier appelé el-Azbakeya dans le nord-ouest de la ville. La ville est restée inchangée durant les 300 dernières années, selon la carte dessinée au cours de la campagne napoléonienne en Égypte en 1798.
En raison des changements dans le cours du Nil et l'organisation des transports, Boulaq ne pouvant plus être considéré comme un port, a perdu de son importance économique. Aujourd'hui, Boulaq accueille des organisations célèbres comme le journal Al-Ahram et l'école arménienne Kalousdian.

## Musée égyptien
Le premier musée des antiquités a été construit en 1835 près des jardins Asbakeya. Le bâtiment d'origine étant trop petit pour contenir tous les objets, on envisage en 1855 la construction d'un nouveau musée pour les antiquités. Mais c'est à Auguste Mariette que l'on doit sa création effective quand, en 1858, à la suite de sa nomination à la tête du Service des Antiquités qu'il venait de créer, il s'installe au bord du Nil, à Boulaq, dans une vieille mosquée dont les salles avaient été occupées peu de temps auparavant par les bureaux d'une société de remorquage, où il affecte dans sa résidence quatre salles pour des expositions. En 1891, dix ans après sa mort, les collections sont transférées de Boulaq à Gizeh, dans une des anciennes résidences privées du khédive Ismaïl qui se trouvait à peu près à l'emplacement actuel du zoo et du jardin botanique ; elles restèrent dans le décor très chargé de ce palais jusqu'en 1902, date de leur installation dans l'actuel musée de la place Tahrir, construit sur les plans de l'architecte français Marcel Dourgnon.
Auguste Mariette étant alors directeur du musée, de nombreux papyri découverts à cette époque portent le nom de ce musée. Toute la collection formée à Boulaq pendant la direction de Mariette correspond aux monuments JE I à 22260.

## Les Mille et Une Nuits
Le manuscrit de Boulaq est le nom d'une édition en arabe des Mille et Une Nuits.